# Douctouyre
Der Douctouyre ist ein Fluss in Frankreich, der im Département Ariège, in der Region Okzitanien verläuft. Er entspringt in den Pyrenäen, nahe dem Gipfel Le Coulobre (1560 m), im Gemeindegebiet von Freychenet, entwässert in vielen Richtungsänderungen generell nach Norden und mündet nach rund 42 Kilometern im Gemeindegebiet von Vals, knapp an der Gemeindegrenze zu Saint-Amadou, als linker Nebenfluss in den Hers-Vif.

## Orte am Fluss
- Nalzen
- Péreille
- Carla-de-Roquefort
- Lieurac
- Dun
- Les Issards

## Sehenswürdigkeiten
- Felsenschlucht Gorges de Péreille